# Крюково (Грязовецкий район)
Крюково — упразднённая деревня в Грязовецком районе Вологодской области.
В рамках организации местного самоуправления входила в состав Сидоровского муниципального образования (с 1 января 2006 года по 9 апреля 2009 года входила в Лежское муниципальное образование), в рамках административно-территориального устройства — в Лежский сельсовет.
Расстояние до районного центра Грязовца по автодороге — 45 км, до центра муниципального образования Сидорово по прямой — 14 км. Ближайшие населённые пункты — Максимово, Нефедово, Ушаково.
По данным переписи в 2002 году постоянного населения не было.
В «Родословии Вологодской деревни» указано, что в 1628 году деревня Крюково являлась вотчиной духовенства в Лежском волоке Вологодского уезда.
В Крюково родился Герой Советского Союза Самарин, Михаил Андреевич (1914—1943)
18 марта 2020 года Сидоровским сельским поселением было принято решение упразднить ряд деревень. По постановлению Правительства Вологодской области от 10 января 2022 деревня Крюково Лежского сельского совета с 21 января 2022 считается упразднённой и исключается из списков.